# Universal UAV
Das Universal UAV (Eigenschreibweise UNIVERSAL UAV) ist ein ziviles unbemanntes Luftfahrzeug (UAV) des deutschen Herstellers SI Schweitzer Ingenieurgesellschaft mbH. Das Flugzeug wurde auf der Pariser Luftfahrtschau 2013 erstmals der Öffentlichkeit gezeigt.

## Geschichte
Das Universal UAV ist das erste von der SI Schweitzer Ingenieurgesellschaft entwickelte UAV. Der ursprüngliche Entwurf sah einen Einsatz zur Waldbrandbeobachtung vor, entwickelte sich jedoch rasch zu einer vielseitigen zivilen Aufklärungs- und Beobachtungsplattform weiter. Nach dreijähriger Entwicklungszeit konnte der erste Prototyp auf der 50. Pariser Luftfahrtschau 2013 in Le Bourget vorgestellt werden.

## Ausstattung
Das UAV verfügt über zwei Motoren mit einem Zug- und einem Druckpropeller (Push-Pull-Konfiguration). Für Start und Landung steht ein konventionelles Einziehfahrwerk zur Verfügung, dies ermöglicht die Operation von Flugplätzen als auch von befestigten Straßen. Als Nutzlast können verschiedene elektronische, Infrarot- oder optische Sensoren, z. B. in Form einer Gimbal-Kamera, mitgeführt werden.

## Einsatz
Das Universal UAV ist für vielseitige Einsatzgebiete der zivilen Aufklärung und Beobachtung geeignet, z. B. Waldbrandbeobachtung, Pipeline-Überwachung, Beobachtung von Naturräumen, atmosphärische Datenerfassung etc.

## Technische Daten
- Primäres Einsatzgebiet: zivile Aufklärung und Beobachtung
- Hersteller: SI Schweitzer Ingenieurgesellschaft mbH
- Triebwerkleistung: 2 × 14 kW
- Länge: ca. 3 m
- Startgewicht: 150–200 kg
- Spannweite: ca. 5 m
- Reisegeschwindigkeit: 130 kn
- Maximale Einsatzzeit: 10+ Std.
- Dienstgipfelhöhe: 20.000 ft
- Nutzlastkapazität: 50 kg
- Nutzlast: optische, Infrarot- und elektronische Sensoren[2]